# Giải bóng rổ vô địch Đông Nam Á
Giải bóng rổ vô địch Đông Nam Á là giải đấu bóng rổ quốc gia giữa các đội tuyển quốc gia đấu với nhau được tổ chức bởi Đông nam Á Hiệp hội bóng Rổ, một tiểu chuẩn khu của FIBA châu Á. Nó phục vụ như một vòng loại cho FIBA Á vô Địch.

## Tóm tắt
| Năm           | Chủ nhà          | Chung kết     | Chung kết      | Chung kết     | Trận tranh vị trí thứ 3                                        | Trận tranh vị trí thứ 3                                        | Trận tranh vị trí thứ 3                                        |
| Năm           | Chủ nhà          | Nhà vô địch   | Tỷ số          | Á quân        | Đứng thứ ba                                                    | Tỷ số                                                          | Đội đứng thú tư                                                |
| ------------- | ---------------- | ------------- | -------------- | ------------- | -------------------------------------------------------------- | -------------------------------------------------------------- | -------------------------------------------------------------- |
| 1994 Chi tiết | Segamat          | · Malaysia    |                | · Thái Lan    | · Indonesia                                                    |                                                                | · Philippines                                                  |
| 1996 Details  | Surabaya         | · Indonesia   | 88–81          | · Philippines | Malaysia and Thái Lan · (Playoffs diễn ra, kết quả không biết) | Malaysia and Thái Lan · (Playoffs diễn ra, kết quả không biết) | Malaysia and Thái Lan · (Playoffs diễn ra, kết quả không biết) |
| 1998 Chi tiết | Manila           | · Philippines | 90–69          | · Thái Lan    | · Malaysia                                                     |                                                                | · Singapore                                                    |
| 2001 Details  | Manila           | · Philippines | 90–73          | · Thái Lan    | · Singapore                                                    | 81–78 OT                                                       | · Indonesia                                                    |
| 2003 Details  | Kuala Lumpur     | · Philippines | không playoffs | · Malaysia    | · Thái Lan                                                     | No playoffs                                                    | · Việt Nam                                                     |
| 2005 Details  | Kuala Lumpur     | · Malaysia    | không playoffs | · Indonesia   | · Thái Lan                                                     | No playoffs                                                    | · Singapore                                                    |
| 2007 Details  | Ratchaburi       | · Philippines | không playoffs | · Indonesia   | · Malaysia                                                     | No playoffs                                                    | · Thái Lan                                                     |
| 2009 Details  | Medan            | · Philippines | 98–68          | · Indonesia   | · Malaysia                                                     | No playoffs                                                    | · Singapore                                                    |
| 2011 Details  | Jakarta          | · Philippines | 89–50          | · Indonesia   | · Malaysia                                                     | No playoffs                                                    | · Singapore                                                    |
| 2013 Details  | Medan            | · Thái Lan    | 73–63          | · Malaysia    | · Singapore                                                    | không playoffsoffs                                             | · Indonesia                                                    |
| 2015 Details  | Singapore        | · Philippines | không playoffs | · Malaysia    | · Singapore                                                    | No playoffs                                                    | · Indonesia                                                    |
| 2017 Chi tiết | Thành phố Quezon | · Philippines | Khônh playoffs | · Indonesia   | · Thái Lan                                                     | Không playoffs                                                 | · Malaysia                                                     |

## Bảng tổng sắp Huy chương
| 1         | Philippines | 8  | 1  | 0  | 9  |
| 2         | Malaysia    | 2  | 3  | 4  | 8  |
| 3         | Indonesia   | 1  | 5  | 1  | 7  |
| 4         | Thái Lan    | 1  | 3  | 3  | 7  |
| 5         | Singapore   | 0  | 0  | 3  | 3  |
| Tổng cộng | Tổng cộng   | 12 | 12 | 11 | 35 |

## Thành tích các đội
- Đội đủ điều kiện để tham dự FIBA Giải bóng rổ vô địch châu Á được in đậm.

| Team            | 1994 | 1996    | 1998 | 2001 | 2003 | 2005 | 2007 | 2009 | 2011 | 2013 | 2015 | 2017 | Years |
| --------------- | ---- | ------- | ---- | ---- | ---- | ---- | ---- | ---- | ---- | ---- | ---- | ---- | ----- |
| Brunei          | 7    | DNP     | 5/6  | 7    | –    | –    | –    | –    | –    | –    | 6    | –    | 4     |
| Campuchia       | 8    | 5       | 7    | –    | –    | –    | –    | –    | –    | –    | –    | –    | 3     |
| Indonesia       | 3    | 1       | –    | 4th  | –    | 2    | 2    | 2    | 2    | 4    | 4    | TBD  | 9     |
| Lào             | –    | –       | 8    | –    | –    | –    | –    | –    | –    | –    | 5    | –    | 2     |
| Malaysia        | 1st  | 3rd/4th | 3[A] | 5th  | 2    | 1    | 3    | 3    | 3    | 2    | 2    | TBD  | 11    |
| Myanmar         | 6    | –       | –    | –    | –    | –    | –    | –    | –    | –    | –    | TBD  | 1     |
| Philippines     | 4    | 2       | 1    | 1[B] | 1    | –[D] | 1    | 1    | 1    | –[E] | 1    | TBD  | 9     |
| Singapore       | 5th  | –       | 4th  | 3[C] | –    | 4th  | 5th  | 4th  | 4th  | 3    | 3    | TBD  | 9     |
| Thái Lan        | 2    | 3/4     | 2    | 2    | 3    | 3    | 4th  | –    | –    | 1st  | –    | TBD  | 8     |
| Việt Nam        | –    | –       | 5/6  | 6    | 4    | 5    | –    | –    | –    | –    | –    | TBD  | 4     |
| Số đội tham gia | 8    | 5       | 8    | 7    | 4    | 5    | 5    | 4    | 4    | 4    | 6    | 7    |       |